# José Gragera
José Gragera, né le 14 mai 2000 à Gijón en Espagne, est un footballeur espagnol qui évolue actuellement au poste de milieu central au RCD Espanyol.

## Biographie

### En club
Né à Gijón en Espagne, José Gragera est formé par le club de sa ville natale, le Sporting Gijón. Il commence sa carrière alors que le club évolue en deuxième division espagnole et joue son premier match le 8 juin 2019 face au Cádiz CF, en championnat. Il entre en jeu lors de cette rencontre remportée par son équipe (1-0),.
Considéré comme l'un des joueurs les plus prometteurs du club, Gragera prolonge son contrat en juin 2020, le liant à son club formateur jusqu'en 2024.
Il inscrit son premier but le 20 septembre 2020 contre le FC Cartagena. Titulaire ce jour-là, il donne la victoire à son équipe en inscrivant le seul but de la rencontre.
Le 31 janvier 2023, lors du mercato hivernal, José Gragera rejoint l'Espanyol de Barcelone. Il signe un contrat courant jusqu'en juin 2028,.

### En sélection
José Gragera représente l'équipe d'Espagne des moins de 19 ans, avec laquelle il joue un seul match, le 14 novembre 2018 contre la Norvège. Il entre en jeu à la place de Ferran Torres et les deux équipes se neutralisent ce jour-là (0-0).
Gragera joue son premier match avec l'équipe d'Espagne espoirs le 12 novembre 2021 contre Malte. Il entre en jeu et son équipe s'impose par cinq buts à zéro.